# Hala Kosynierka
Hala Kosynierka – hala sportowa we Wrocławiu (na wyspie Kępa Mieszczańska, os. Nadodrze), w Polsce. Została wybudowana w latach 80. XIX wieku jako kryta ujeżdżalnia, niedługo po II wojnie światowej została zaadaptowana na halę sportową, w której do lat 90. XX wieku swoje mecze rozgrywali koszykarze pierwszej drużyny Śląska Wrocław. Pojemność hali wynosi 660 widzów.
Obiekt powstał w latach 80. XIX wieku jako kryta ujeżdżalnia. Niedługo po II wojnie światowej budynek został przejęty przez Wojskowy Klub Sportowy Pionier (protoplasta WKS-u Śląsk). Obiekt został zaadaptowany na halę sportową i od 1948 roku był użytkowany przez powstałą wówczas sekcję koszykarską klubu. Koszykarze Śląska w okresie rozgrywania swoich spotkań w tej hali zdobyli kilka tytułów mistrzów Polski. Sam obiekt zyskał przydomek „Kosynierka”, gdyż koszykarze Śląska ze względu na swą waleczność otrzymali pseudonim „Kosynierzy”. W latach 90. XX wieku pierwsza drużyna Śląska przeniosła się do Hali Stulecia. Podczas powodzi w 1997 roku hala została zalana wodą do poziomu 120 cm. W trakcie sezonu 2011/2012 obiekt został wyremontowany, a jego wnętrze udekorowano pamiątkami przypominającymi historię koszykarzy Śląska. Obecnie (2021) w hali swoje spotkania rozgrywa drużyna rezerw Śląska, korzystają z niej także zespoły młodzieżowe klubu i służy ona do codziennych treningów.